# Transposición de Beckmann
La transposición de Beckmann es una reacción donde se produce la transformación de una oxima en una amida mediante el tratamiento con un ácido fuerte concentrado, típicamente H2SO4. Fue descubierta en 1886 por el químico alemán Ernst Otto Beckmann (1853–1923).
Esta reacción se emplea industrialmente en la transformación de la ciclohexanona oxima en caprolactama, a partir de la cual se obtiene el nylon-6.

## Mecanismo
Primero se produce, en una reacción ácido-base, la protonación del grupo hidroxilo de la oxima, lo que lo convierte en un mejor grupo saliente. A continuación, de forma concertada, el grupo en la posición trans (o anti) migra a la vez que se produce la salida de la molécula de H2O, a la que acaba desplazando, dando lugar al ion nitrilio intermedio. Éste sufre sobre el carbono electrófilo el ataque nucleófilo de una molécula de agua. El producto resultante, tras desprotonarse, acaba conduciendo por tautomería a la amida.